# Superman's Girl Friend, Lois Lane
Superman's Girl Friend, Lois Lane fue una revista de historietas de la editorial estadounidense DC Comics publicada entre 1958 y 1974. La serie hacía foco en las aventuras de Lois Lane y llegaron a publicarse 137 números y 2 anuales. Siguiendo una temática similar a  Superman's Pal Jimmy Olsen, Superman's Girl Friend Lois Lane fue la segunda serie basada en un personaje relacionado con Superman.
En 1962, en la cima de su popularidad, Superman's Girl Friend, Lois Lane fue el tercer título mejor vendido en los Estados Unidos, siendo superado en ventas por Superman y Superboy.

## Historia de la publicación
Luego de una prueba en la revista Showcase, DC decide darle a Lois Lane su propia serie. Las historias se enfocaban en las aventuras en solitario de Lois, algunas veces centradas en el interés romántico de Lois para con Superman y sus intento de casarse con él solo para fallar siempre debido a algún giro en la trama. En los primeros números Lana Lang era una invitada regular, por lo general como rival de Lois para ganar el corazón de Superman. El artista Kurt Schaffenberger dibujó la mayoría de las historias en los primeros 81 números de la serie, solo faltando en el número 29. La interpretación de Lois Lane por parte de Schaffenberger fue citada por muchos como la versión "definitiva" del personaje. El cantante Pat Boone apareció invitada en el número 9 (mayo de 1959) antes de tener su propia revista de historietas. En esta serie, más precisamente en Superman's Girl Friend, Lois Lane #23 debutó la villana y luego heroína Lena Luthor, hermana menor de Lex Luthor. "The Monkey's Paw", una historia del número 42 (julio de 1963) presentaba en un panel al Capitán Marvel, de la ya en ese entonces extinta editorial Fawcett Comics, aunque con distintos colores, pese a que el personaje aún no era parte de la franquicia de DC Comics. En la sección de cartas de lectores del número 113 (octubre de 1971) se describió a esto como una "broma estrictamente privada" de parte del artista Schaffenberger. La historia fue reeditada en el número 104 (octubre de 1970) con los colores correctos. Catwoman hizo su debut en la Edad de Plata en el número 70 (noviembre de 1966). En el número 80 Lois fue actualizada para tener un aspecto más moderno.
Para la década de 1970 las historias comenzaron a reflejar la creciente conciencia social sobre diversos temas: Lois ya estaba menos obsesionada con el romance y tomaba parte de temas actuales. Por ejemplo, en una controvertida historia llamada "I Am Curious (Black)!" en el número 106 (noviembre de 1970), Lois utiliza una máquina que le permite experimentar el racismo en carne propia como una mujer afroestadounidense. En esta serie debutó la heroína de la Edad de Plata "Rose & The Thorn" en historias de complemento que fueron presentadas entre los números 105 (octubre de 1970) al 130 (abril de 1973). El editor E. Nelson Bridwell tomó varios personajes y conceptos del "Cuarto Mundo" de Jack Kirby que aparecieron entre los números 111 y 119 (julio de 1971 a febrero de 1972). A Lucy Lane, la hermana de Lois, se la creyó muerta en el número 120 (marzo de 1972), pero luego se reveló que no era así.
El título finalizó en 1974, así como pasó con Superman's Pal Jimmy Olsen a comienzos de ese año. Ambos fueron unidos en The Superman Family, cuya numeración continuó la del título de Jimmy Olsen, comenzando en el 164 (abril/mayo de 1974). La publicación del último número de Superman's Girl Friend, Lois Lane fue retrasada varios meses debido a una escasez de papel a nivel nacional.

## Otros títulos de Lois Lane
El personaje protagonizó otras miniseries y especiales propios, incluyendo:
- Lois Lane: una miniserie de dos números publicada en agosto y septiembre de 1986.[23]
- Superman: Lois Lane: Número publicado en junio de 1998 como parte del  evento de cinco semanas "Girlfrenzy!".[24]
- Flashpoint: Lois Lane and the Resistance: Una miniserie de tres números publicada entre agosto y octubre de 2011 como parte del evento Flashpoint'.[25]
- Superman: Lois Lane: Número especial publicado en abril de 2014.[26]

## Historias recopiladas
- Showcase Presents: Superman Family
  - Volumen 1 incluye Showcase 9, 576 páginas, marzo de 2006, ISBN 1-4012-0787-1.
  - Volume 2 incluye Showcase 10 y Superman's Girl Friend, Lois Lane 1 al 7, 520 páginas, febrero de 2008, ISBN 1-4012-1656-0.
  - Volume 3 incluye Superman's Girl Friend, Lois Lane 8 al 16, 576 páginas, marzo de 2009, ISBN 1-4012-2188-2.
  - Volume 4 incluye Superman's Girl Friend, Lois Lane 17 al 26, 520 páginas, marzo de 2013, ISBN 1-4012-3837-8.
- Superman's Girl Friend, Lois Lane Archives Volumen 1: recopila Showcase 9 y 10, Superman's Girl Friend, Lois Lane 1 al 8, 264 páginas, enero de 2012, ISBN 1-4012-3315-5.
- Superman in the Fifties: incluye una historia de Superman's Girl Friend, Lois Lane 8, 192 páginas, octubre de 2002, ISBN 1563898268.
- Showcase Presents: Supergirl: incluye una historia de Superman's Girl Friend, Lois Lane 14, 528 páginas, noviembre de 2007, ISBN 1-4012-1717-6.
- Superman in the Sixties: incluye historias de Superman's Girl Friend, Lois Lane 20 y 42, 240 páginas, octubre de 1999, ISBN 1563895226.
- Catwoman: Nine Lives of a Feline Fatale: incluye Superman's Girl Friend, Lois Lane 70 y 71, 208 páginas, julio de 2004, ISBN 1401202136.
- Diana Prince: Wonder Woman Vol. 2: incluye Superman's Girl Friend, Lois Lane 93, 176 páginas, agosto de 2008, ISBN 1401218253.
- Superman in the Seventies: incluye Superman's Girl Friend, Lois Lane 106, 224 páginas, noviembre de 2000, ISBN 1563896389.
- Lois Lane: A Celebration of 75 Years: Tomo especial celebrando los setenta y cinco años de Lois Lane. Incluye historias de Superman's Girlfriend, Lois Lane 1, 5, 16, 23, 42 y 106, 384 páginas, noviembre de 2013, ISBN 1401247032.